# Lacinius aculeatus
Laciniuss aculeatus is een hooiwagen uit de familie echte hooiwagens (Phalangiidae). De wetenschappelijke naam van Lacinius aculeatus gaat  terug op C.L. Koch.